# Donusa
Donusa ist ein deutsch-griechisches Filmdrama aus dem Jahr 1992, geschrieben und inszeniert von Angeliki Antoniou.
Der Film wurde auf der Insel Kythira gedreht. Die Rolle der Eleni wurde von Christina Papamichou und die Rolle des Stefan von Andre Hennicke gespielt. Der Film wurde auf dem 45. Internationalen Filmfestival von Locarno 1992 – Sektion Internationaler Wettbewerb – im August 1992 uraufgeführt und gewann den A’Prix de la Jeunesse. Seitdem hat er an vielen anderen renommierten internationalen Festivals teilgenommen (u. a. Internationales Filmfestival Mar del Plata, Internationales Filmfestival Hof, Internationales Filmfestival Thessaloniki).
Der Film wurde in Deutschland, der Schweiz und Griechenland veröffentlicht.

## Plot
Die Ankunft eines Fremden auf einer kleinen und abgelegenen Insel in der Ägäis hat zur Folge, dass eine Familientragödie aufgedeckt wird. Die geschlossene Männergesellschaft vertuscht Inzest und Vergewaltigung und macht die Frauen zu stummen Komplizinnen. Erst der Tod eines Mädchens und die Verfolgung des Fremden brechen schließlich das Schweigen.

## Veröffentlichung
Der Film feierte im August 1992 beim Locarno Film Festival Premiere.
Der Film kam in der Schweiz (4. Dezember 1992), in Griechenland (19. Februar 1993) und in Deutschland (24. Februar 1994) in die Kinos.